# Сизова Алла Іванівна
Алла Іванівна Сизова (1939—2014) — російська радянська балерина, балетний педагог. Народна артистка СРСР (1983).

## Життєпис
Алла Сизова народилася 22 вересня 1939 року в Москві. У 1958 році закінчила Ленінградське хореографічне училище (нині Академія російського балету імені А. Я. Ваганової; педагог Наталія Камкова).
У 1958—1988 роках працювала в Театрі опери та балету імені С. М. Кірова (нині Маріїнський театр). Дебютувала на сцені в партії Повелительки дріад балету «Дон Кіхот» Людвіга Мінкуса. Через важку хворобу Алла Сизова періодично покидала сцену на декілька років, але повернулася і виступала в головних партіях до середини 1980-х років.
Була партнеркою Юрія Соловйова, Сергія Вікулова, Михайла Баришникова, Бориса Бланкова.
Гастролювала з театром за кордоном (країни Америки та Англії в 1961 році). З 1988 року Алла Сизова викладала в Ленінградському хореографічному училищі.
З 1990 року працювала в США. Останні роки проживала в Санкт-Петербурзі.
Померла Алла Сизова 23 листопада (за іншими джерелами — 24 листопада) 2014 року. Похована на Серафимівському кладовищі.

## Нагороди та звання
- Перша премія конкурсу артистів балету Всесвітнього фестивалю молоді і студентів (Відень, 1959)
- Заслужена артистка РРФСР (1966)
- Народна артистка РРФСР (1972)
- Народна артистка СРСР (1983)
- Премія імені Анни Павлової Паризької академії танцю (1964) — за виконання партії принцеси Аврори у фільмі-балеті «Спляча красуня»

## Балетні партії
- 1958 — Pas-de-де з балету «Корсар» Адольфа Адана, Лео Деліба, Рікардо Дріґо, Цезаря Пуні, Петра Ольденбурзького
- 1961 — «Ленінградська симфонія» Дмитра Шостаковича ― Дівчина (перша виконавиця)
- 1970 — «Гамлет» Миколи Червінського ― Офелія (перша виконавиця)
- 1972 — «Зачарований принц» Бенджаміна Бріттена — принцеса Роза (перша виконавиця)
- 1976 — Па-де-де з балету «Свято квітів у Дженцано» Е. Хельстеда та Х. С. Паулли ― Солістка
- «Лускунчик» Петра Чайковського — Маша
- «Спляча красуня» П. І. Чайковського — Аврора, принцеса Флоріна, фея Ніжності
- «Жизель» Адольфа Адана — Жизель, Мирта
- «Шопеніана» на музику Фридерика Шопена ― Сильфіда
- «Мідний вершник» Рейнгольда Глієра ― Параша
- «Ромео і Джульєтта» Сергія Прокоф'єва ― Джульєтта
- «Дон Кіхот» Людвіга Мінкуса — Повелителька дріад, Кітрі
- «Попелюшка» С. С. Прокоф'єва ― Попелюшка
- «Фея Рондских гір» Едварда Грига ― Фея
- «Кам'яна квітка» С. С. Прокоф'єва ― Катерина
- «Бахчисарайський фонтан» Бориса Асаф'єва ― Марія
- «Спартак» Арама Хачатуряна ― Менада
- «Хореографічні мініатюри» (мииатюра «Снігуронька» на музику С. С. Прокоф'єва)
- «Жар-птиця» Ігоря Стравинського ― Жар-птиця
- «Коник-Горбоконик» Цезаря Пуні ― Цариця вод
- Па-де-сис з балету «Маркитантка» Ц. Пуні ― Солістка
- Па-де-труа з балету «Лебедине озеро» П. І. Чайковського — подруга Принца
- «Па-де-катр» на музику Ц. Пуні — Фанні Черрито
- «Польотний вальс» на музику Дмитро Шостаковича

## Фільмографія
- 1964 — «Спляча красуня» (фільм-балет) — Аврора
- 1982 — «Побачення з Терпсихорою» (фільм-концерт)
- 1987 — «Балет від першої особи» (документальний)
- «Душею виконаний політ» (телефільм)